# Pseudomerope oborana
Pseudomerope oborana is een fossiele soort schietmot uit de familie Protomeropidae.